# Cyphipelta
Cyphipelta là một chi ruồi trong họ Syrphidae.